# العملة القرطاجية
العملة القرطاجية أو العملة البونيقية  تشير إلى النقود من قرطاج القديمة، والمدينة الفينيقية الواقعة في الوقت الحاضر بالقرب من تونس العاصمة بالجمهورية التونسية.
قرطاج الصادرة ½ شيكل، شيكل (7.20 ز)، 1⅔ شيكل، شيكل مزدوج، والقطع النقدية شيكل ثلاثية. صدرت قطعة 5 شيكل في صقلية. ويستخدم الذهب، الفضة، إلكتروم، البرونزية، وبيليون للعملات لكنها لم تقدم فائدة كبيرة منهم في شمال أفريقيا. بدلاً من ذلك، فإن العديد من مخابئ قيد الحياة تأتي من مقتنيات قرطاج على سردينيا وصقلية. في سردينيا، وضرب كمية كبيرة من العملة البرونزية خلال الحرب البونيقية الأولى، ومرة أخرى أثناء محاولة لاستعادة جزيرة.

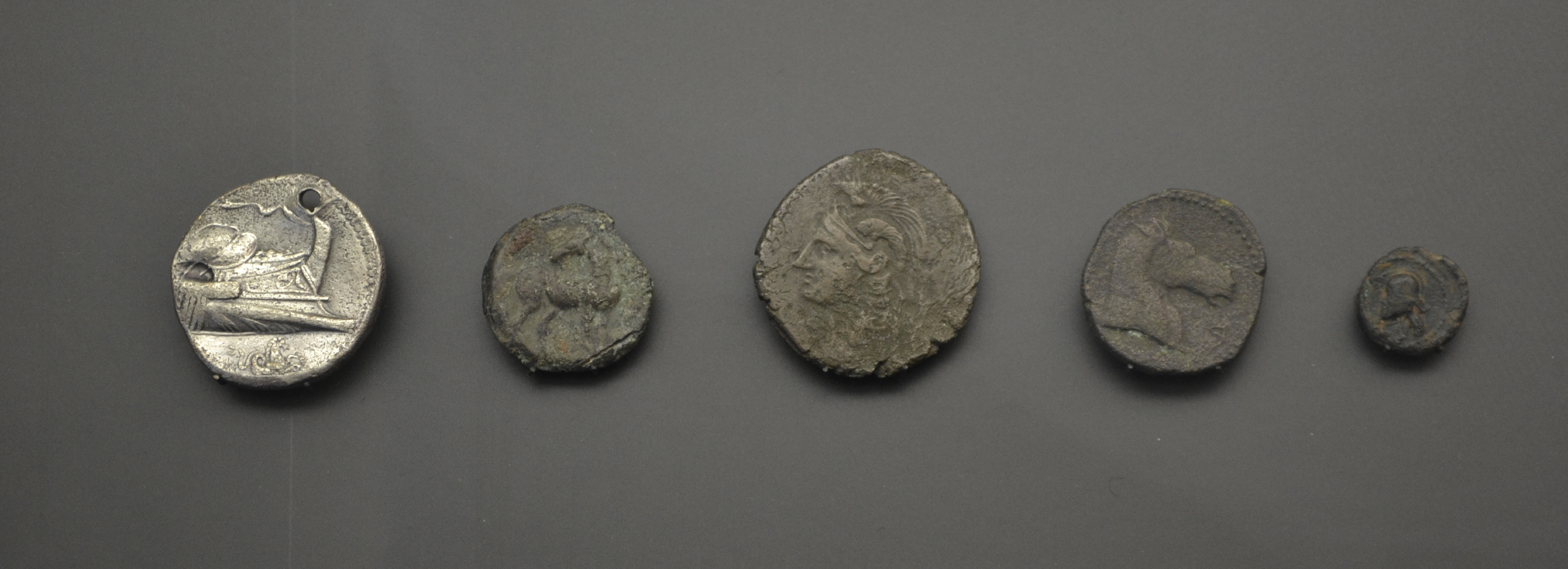
Monedas hispano-cartaginesas. Museo de Prehistoria de Valencia

## الخلفية
بين القرنين التاسع والسابع قبل الميلاد، أسس الفينيقيون مستعمرات في أنحاء غرب البحر الأبيض المتوسط، وخاصةً في شمال أفريقيا وغرب صقلية وسردينيا وجنوب شبه الجزيرة الأيبيرية. وسرعان ما أصبحت قرطاج أكبر هذه المجتمعات، حيث أقامت علاقات اقتصادية وثقافية وسياسية وثيقة مع معطية في غرب صقلية وسولسي في سردينيا.
على الرغم من أن المجتمعات اليونانية في صقلية وجنوب إيطاليا بدأت في سك العملات المعدنية حوالي عام 540 قبل الميلاد، إلا أن المجتمعات البونيقية لم تبدأ في إنتاج العملات المعدنية حتى حوالي عام 425 قبل الميلاد. كانت أولى دور سك العملة البونيقية في غرب صقلية، في معطية وسيش (ربما بانورموس، باليرمو الحديثة). تُعرف العملات التي أنتجتها هذه المجتمعات باسم العملات الصقلية البونية. ومثل العملات التي أنتجتها المجتمعات اليونانية في صقلية، فقد سكت من الفضة فقط على معيار الوزن الأتيكي-الإيوبي ‏، و تكيفت أيقوناتها في الغالب من العملات الصقلية الأخرى الموجودة مسبقًا - وخاصة تلك الخاصة بـ هيميرا وسيجيستا وسرقوسة. ربما سبقت هذه العملة الصقلية البونية شيكلات فينيقيا الخاصة بصور، والتي تطورت ق. 400 قبل الميلاد.

## أول عملة قرطاجية (حوالي 410 - 390 قبل الميلاد)
يبدو أن أول عملة قرطاجية سُكّت عام 410 أو 409 قبل الميلاد، لتغطية تكاليف التدخل العسكري القرطاجي الضخم في صقلية، والذي أدى إلى الحرب الصقلية الثانية (410-404 قبل الميلاد)، واستمرت حتى نهاية الحرب الصقلية الثالثة (398-393قبل الميلاد). تألفت هذه العملة فقط من عملات رباعية دراخمة فضية بوزن أتيك ‏ (17.26 ج) والمعروفة باسم السلسلة الأولى (حوالي 410-390 قبل الميلاد)، والتي تحتوي على خمس مجموعات فرعية زمنية منفصلة (AF).
يحمل وجه هذه العملات القديمة النصف الأمامي من حصان متجهًا إلى اليمين، مع أسطورة باللغة البونيقية تقول QRTḤDŠT (𐤒𐤓𐤕𐤇𐤃𐤔𐤕، "قرطاج"). يصور الوجه الخلفي شجرة نخيل، مع نقش MḤNT (𐤌𐤇𐤍𐤕، "المعسكر"). من المجموعة الفرعية B، يتميز الوجه أيضًا بطائر نايك مجنح يحلق فوق الحصان، ممسكًا بعصا هرمس وإكليل من الزهور. في المجموعة الفرعية الأخيرة، F، استبدل الجزء الأمامي من الحصان بحصان كامل، يقفز بحرية.
ربما رافقت هذه العملة الفضية، في مراحلها الأخيرة، أول عملة ذهبية قرطاجية، والمعروفة باسم جنكينز-لويس، المجموعة الأولى. عُرفت هذه العملة من نموذج واحد فقط. سُكّت بشيكل أو ديدراخما على مقياس الوزن الفينيقي ‏ (7.20). ج) أنواعها، حصان على الوجه وشجرة نخيل على الوجه الآخر، تشبه إلى حد كبير أنواع العملات الفضية، السلسلة الأولى، المجموعة الفرعية F.
إلى جانب هذه الإصدارات القرطاجية الأولى، استمرت مدن أخرى داخل المجال القرطاجي في غرب صقلية في إنتاج عملات صقلية بونية منفصلة، ولا سيما موتيا (حتى 398/7 قبل الميلاد)، وسيس بانورموس، وإيريكس، وسيجيستا.

### التاريخ وموقع سك النقود

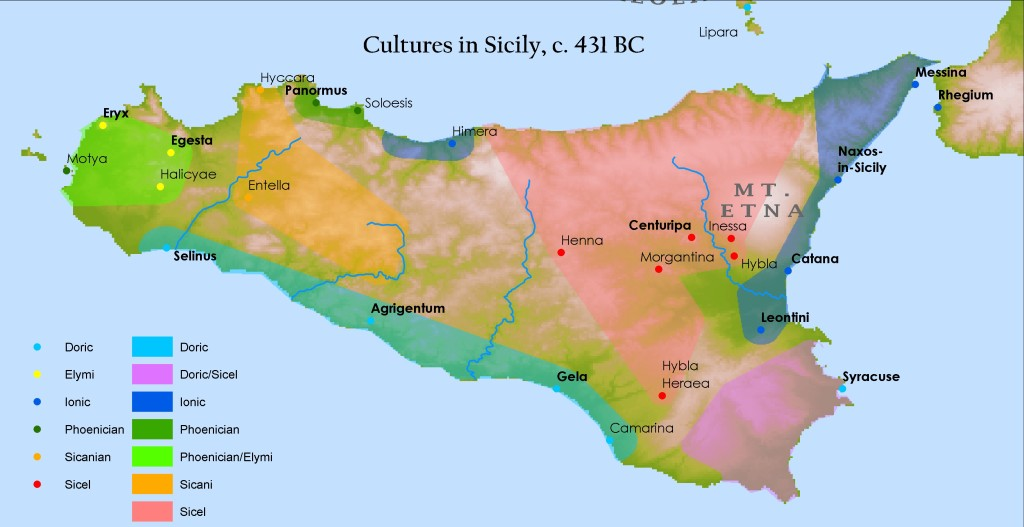
خريطة صقلية في أواخر القرن الخامس قبل الميلاد

حدد تاريخ سلسلة الفضة الأولى (حوالي 410-390 قبل الميلاد) من خلال عدة قطع من الأدلة. ضربت عملة من المجموعة الفرعية ب بعملة أجريجينتوم. نظرًا لأن نشاط سك العملة انتهى في أجريجينتوم في عام 406 قبل الميلاد، عندما دمر القرطاجيون المدينة، فلا بد أن السلسلة الأولى (ب) قد بدأت بالفعل في التداول قبل هذا التاريخ. انتهت السلسلة بأكملها بحلول أوائل عام 380 قبل الميلاد، حيث تظهر مجموعة مختارة من جميع المجموعات الفرعية في كنزين أودعوهما في ذلك الوقت: كونتيسا وفيتو سوبيريور (IGCH 2119 و1910). وهذا الأخير مهم بشكل خاص لأن المناسبة الأكثر احتمالاً لإيداعه هي حصار ريجيوم ‏ في عام 387 قبل الميلاد. تشير أنماط ربط القوالب داخل السلسلة - مع نسبة عالية نسبيًا من القوالب العكسية إلى قوالب الوجه وقليل نسبيًا من القوالب العكسية المشتركة بين قوالب الوجه المتعددة - إلى أن سك العملة كان "مكثفًا وإن كان متقطعًا". وبربط هذه البيانات النقدية بالوضع التاريخي في هذه السنوات كما هو معروف من المصادر الأدبية (في المقام الأول ديودور الصقلي)، جادل كينيث جينكينز بأن القرطاجيين بدأوا في سك العملة من أجل دفع تكاليف حملتهم الأولى إلى صقلية في عام 410 قبل الميلاد (أو ربما تدخلهم الثاني في عام 409 قبل الميلاد، والذي كان على نطاق أوسع بكثير)، واستمروا في إنتاج العملات المعدنية حسب متطلبات ظروفهم المتقلبة خلال السنوات السبع عشرة التالية من الحرب، حتى أُعلن السلام في عام 393 قبل الميلاد، بعد معركة كريساس ‏. تحتوي أسطورة الوجه الخلفي، MḤNT، والتي تعني "المعسكر" على دلالات عسكرية تدعم فكرة أن هذه العملات المعدنية كانت مخصصة لدفع تكاليف الحملات العسكرية المستمرة.
موقع دار سك العملة التي أنتجت فيها هذه العملة غير معروف على وجه اليقين. إنتجت إصدارات لاحقة من الفضة القرطاجية في صقلية، في ليليبايوم (مارسالا الحديثة)، ولكن هذه المدينة لم تُؤسس إلا في عام 397/396 قبل الميلاد، بعد تدمير معطية ‏. من غير المرجح أن تكون العملة القرطاجية قد أُنتجت في موتيا قبل ذلك التاريخ، حيث يبدو أن معطية استمرت في سك عملاتها الخاصة حتى تدميرها. لذلك، يستنتج جينكينز أن الإنتاج الأولي للسلسلة ربما حدث في قرطاج نفسها. يتميز الانتقال من المجموعة الفرعية هـ إلى المجموعة الفرعية و بتحول أيقوني، حيث يتحول تصميم الوجه من تصوير الجزء الأمامي من حصان إلى تصوير حصان كامل. من المحتمل أن التغيير تزامن مع انتقال سك العملة إلى مدينة ليليبايوم الجديدة.
الإصدار الذهبي، مجموعة جينكينز لويس الأولى، يرجع تاريخه فقط إلى تشابهه الأيقوني مع المجموعة الفرعية الأخيرة من الفضة (السلسلة الأولى (F))، مما يشير إلى أنه سك في نفس الوقت. ربما سك في قرطاج أو ليليبايوم. في البحر الأبيض المتوسط القديم، كان إصدار العملات الذهبية مرتبطًا غالبًا بأوقات أزمات معينة، عندما استنفدت مخزونات الفضة واضطرت الدول إلى اللجوء إلى صهر المجوهرات والتكريسات الدينية. قد يتناسب هذا مع الإنتاج في المراحل اللاحقة من حرب قرطاج التي استمرت سبعة عشر عامًا في صقلية.

### الأيقونات

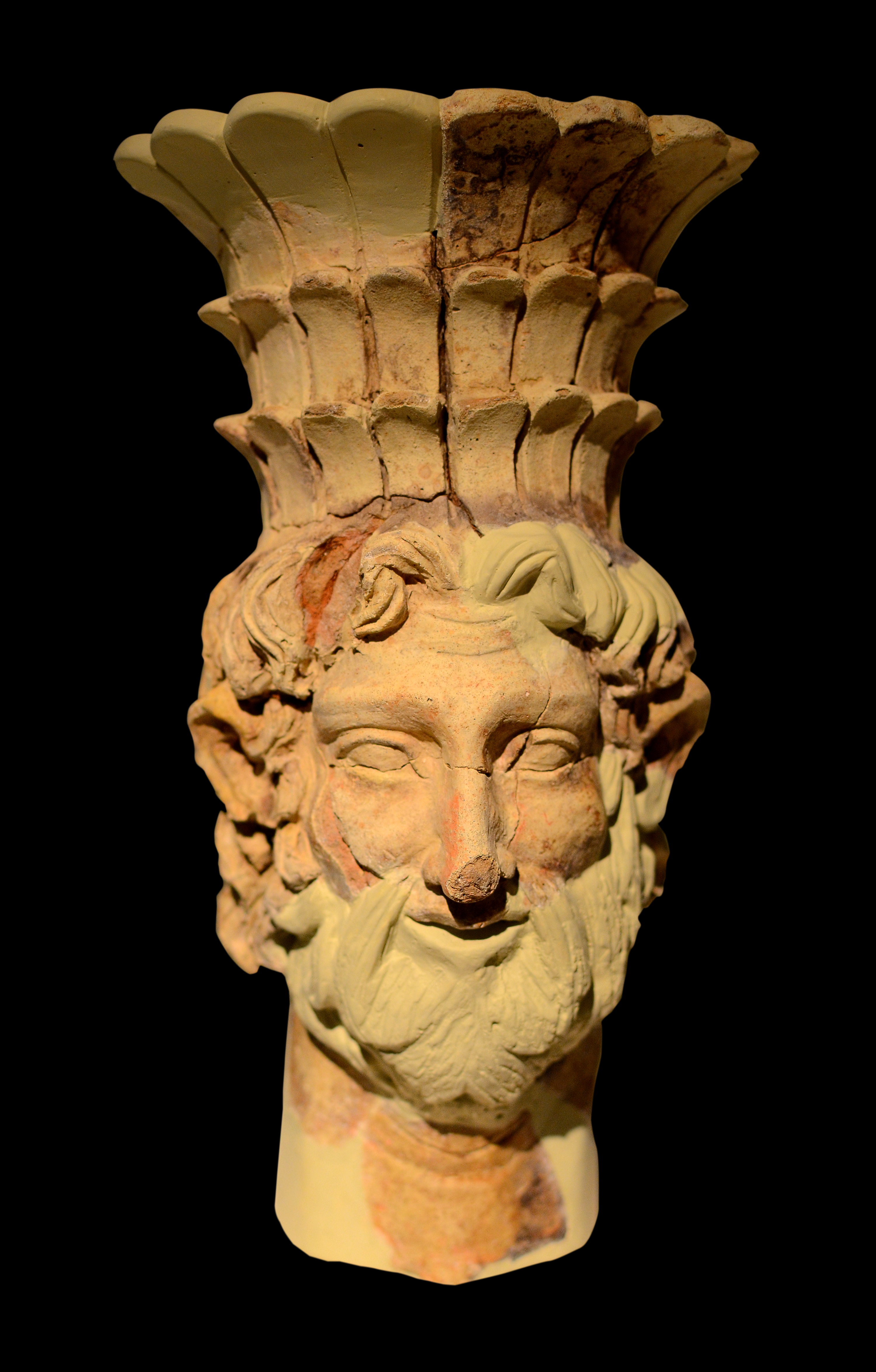
مبخرة تصور بعل هامون، القرن الثاني قبل الميلاد

تُقدّم السلسلة الأولى رمزين رئيسيين استمرا في الظهور بانتظام على العملات القرطاجية عبر تاريخها: الحصان والنخلة. وتُعدّ أهمية كلا الرمزين محلّ خلاف، مع وجود انقسام واضح في الدراسات حول ما إذا كان ينبغي تفسيرهما في إطار التقاليد الثقافية البونيقية أم اليونانية.
اقترحت ثلاثة تفسيرات رئيسية للحصان. أحدها هو أن الحصان كان رمزًا لبعل آمون، الإله الرئيسي لقرطاج، والذي ربما ارتبط بالحرب والشمس. ومع ذلك، فإن معرفتنا بالدين القرطاجي وطبيعة آلهته محدودة للغاية. على العملات القرطاجية اللاحقة بكثير، يظهر الحصان أحيانًا مع قرص الشمس، مما قد يدعم هذا التفسير. التفسير الثاني هو أن الحصان يشير إلى أسطورة تأسيس قرطاج، المعروفة من المؤرخ الروماني جوستين. ووفقًا له، عثر على رأس حصان في الأرض عند تأسيس قرطاج و فسر على أنه فأل خير لازدهار المدينة في المستقبل. كان من الشائع على العملات اليونانية في صقلية وجنوب إيطاليا تصوير الزخارف المرتبطة بتأسيس المدينة المسكوكة. ولكن ليس من الواضح ما إذا كانت هذه قصة تأسيس عرفها القرطاجيون أنفسهم أم مجرد قصة رواها الرومان عنهم. التفسير الثالث هو أن الحصان يشير إلى الغرض العسكري من العملة. ومن المهم في هذا التفسير أنه بدءًا من المجموعة الفرعية (ب) فصاعدًا، يرافق الحصان شخصية أنثوية مجنحة تحمل إكليلًا وعصا هرمس. في الفن اليوناني، يُعد هذا الشكل رمزًا للنصر، يُعرف باسم نايكه، وكان يُمنح الإكليل للمنتصرين في المسابقات والمعارك. هذه التفسيرات الثلاثة ليست بالضرورة متعارضة.
التفسير المعتاد لشجرة النخيل هو أنها كانت نوعًا من التورية البصرية المقصود بها الإشارة إلى سلطة السك، حيث أن الكلمة اليونانية لشجرة النخيل، phoinix، هي أيضًا الكلمة اليونانية التي تعني "فينيقي/بوني". كان هذا النوع من التورية البصرية، والمعروف غالبًا باسم "نوع المائل"، شائعًا في العملات اليونانية الكلاسيكية، وخاصة في صقلية، حيث تظهر أمثلة بارزة في هيميرا وسيلينوس وزانكل ولنتيني. تحدى إدوارد ستانلي روبنسون هذا التفسير، على أساس أن التورية اليونانية ستكون مفاجئة على عملة بونية. ومع ذلك، كانت اللغة اليونانية معروفة على نطاق واسع ويتحدث بها في الجزء الذي يسيطر عليه القرطاجيون من صقلية؛ في العديد من العملات الصقلية البونية السابقة، كانت أساطير العملة باللغة اليونانية. التفسير البديل هو أن النخيل كان رمزًا لإله الشمس بعل آمون - إذا كان إلهًا للشمس - ولكن لا يوجد الكثير من الأدلة على هذا، باستثناء أن النخيل كان رمزًا لإله الشمس اليوناني، أبولو، في ديلوس.
في المجموعة الفرعية (هـ)، يظهر على وجه العملة، بين حروف النقش، إناءان غير عاديين من طبقتين. هذه الأواني نوع من مبخرة البخور (أو "ثيمياتيريون") ، وهو شائع الوجود في مجموعات الفخار في المواقع البونيقية من هذه الفترة. قد يدعم وجوده محاولات تفسير أيقونات هذه العملات من منظور الدين القرطاجي.

## منتصف القرن الرابع (حوالي 350/340 - 320/315 قبل الميلاد)
بعد فترة توقف في سك العملة، بدأ سك عملة قرطاجية جديدة بين عامي 350 و340 قبل الميلاد. وتألفت هذه العملة الجديدة من سلسلة أخرى من العملات الفضية الرباعية الدراخما، والمعروفة باسم السلسلة الثانية، مع أربع مجموعات فرعية (م)، والتي استمرت حتى عام 320/315 قبل الميلاد. تحتوي هذه العملات على رأس أنثى على الوجه، على غرار تصوير بيرسيفون (المجموعات الفرعية Ai وB وC.iv) وأريثوسا (المجموعات الفرعية A.ii وCi-iii وD) على العملات السيراقوسية. وعادةً ما يكون على الوجه الآخر حصان واقفًا ساكنًا، مع شجرة نخيل خلفه. يتضمن الإصدار الأول الأسطورة QRTHDŠT، يليه M (𐤌) و BTW'L (𐤁𐤕𐤅𐤀𐤋) لاحقًا في المجموعة الفرعية A، و ḤB أو BḤ (𐤇𐤁 أو 𐤁𐤇) في المجموعة الفرعية C.
وقد صاحب ذلك عملة ذهبية جديدة، جنكينز لويس، المجموعة الثانية، في فئتين (شيكل وخامس شيكل)، والتي إنتجت على نطاق أوسع بكثير من الإصدارات السابقة. وتبع ذلك جنكينز لويس، المجموعة الثالثة، أول إصدار كبير من الإلكتروم القرطاجي (95٪ ذهب، 5٪ فضة)، مع تسع مجموعات فرعية (AI)، والتي بدأ سكها في وقت ما بعد عام 350 قبل الميلاد واستمرت حتى حوالي عام 320 قبل الميلاد. وتتكون من شيكل زائد الوزن يبلغ 9.4 جرام وعدد من الفئات الأصغر (نصف وربع وخمس وعشر). تحتوي كل من المجموعتين الثانية والثالثة على نفس الأيقونات: رأس أنثى على غرار كور على الوجه وحصان على الظهر، بدون شجرة نخيل أو نقوش.
مجموعة من العملات البرونزية، SNG Cop. 94-98 إنتجت من حوالي 350 إلى حوالي 330 قبل الميلاد، في فئتين، مع رأس ذكر على الوجه وحصان قافز على الوجه الآخر.
يبدو أن الدافع وراء هذا التجديد في سكّ العملات كان التدخلات القرطاجية في شرق صقلية عقب سقوط نظام ديونيسيوس الثاني في سرقوسة، ثم الحرب الصقلية السادسة ضد تيموليون. وقد رافق ذلك تجديدٌ في سكّ العملات في عددٍ من المراكز الصقلية البونية الأخرى، بما في ذلك "سيس" (بانورموس)، و"رشملقرت" (سيلينوس أم ليليبايوم)، وتيرميني، وربما سولونتوم.

### التاريخ ومواقع سك العملة
يشير تاريخ العملات الفضية إلى حقيقة أن الإصدارات المبكرة فقط (المجموعة الفرعية Ai) تظهر في كنوز Nissora و Gibil Gabib (IGCH 2133 و 2132)، والتي أودعت في 330 قبل الميلاد. وهذا يعني أن المجموعة الفرعية الأولى بدأت في وقت ما في 340 قبل الميلاد، وهو ما يتزامن جيدًا مع الظروف التاريخية للحرب بين تيموليون والقرطاجيين في 344-341 قبل الميلاد. ومن المعروف أن المجموعة الفرعية D هي آخر مجموعة فرعية من العملات الفضية، لأنها مرتبطة بالقالب مع الإصدار الأول من المجموعة التالية من العملات الفضية التي أنتجها القرطاجيون (السلسلة III.A). تظهر عملات المجموعة الفرعية D في كنز Megara Hyblaea IGCH 2135) الذي أودع في 320 قبل الميلاد، مما يشير إلى أن السلسلة يجب أن تكون قد وصلت إلى نهايتها في ذلك العقد.
يرجع تاريخ ذهب جينكينز لويس، المجموعة الثانية إلى أوجه تشابه أسلوبية مع تصميم الوجه الأمامي للعملات المعدنية السابقة في السلسلة الثانية الفضية، مما يشير إلى تاريخ في أربعينيات القرن الرابع قبل الميلاد، ولكن قد يبدأ في الواقع في وقت سابق. جينكينز لويس، المجموعة الثالثة غائبة عن كنز أفولا المودع حوالي عام 360 قبل الميلاد وبالتالي يجب أن تأريخها بعد ذلك. توجد مجموعة جينكينز لويس الخامسة اللاحقة في كنز سكوجليتي (IGCH 2185a)، المودع في تسعينيات القرن الثالث قبل الميلاد، لذلك من المحتمل أن تكون المجموعة الثالثة والمجموعة الرابعة قد سُكتا بين حوالي عام 350 و310 قبل الميلاد. يُشار إلى تاريخ البرونز من خلال الاكتشافات الأثرية في الجزء الغربي من صقلية.
يتعرف على الفضة من السلسلة الثانية بشكل عام على أنها نتاج دار سك عسكرية كانت تنتقل أحيانًا مع الجيش القرطاجي ولكنها كانت تقع عادةً في ليليبايوم (مارسالا الحديثة). ربما سك ذهب المجموعة الثانية هناك أيضًا، أو في قرطاج. لا يبدو أن المجموعة الثالثة والمجموعات اللاحقة قد سكت في نفس مكان الفضة. لديهم نظام مختلف تمامًا لعلامات التحكم (تستخدم الفضة رموزًا، ويستخدم الإلكتروم نظامًا من النقاط). كما أنها متميزة من الناحية الأسلوبية، حيث تميل الفضة إلى اتباع نماذج من العملات السيراقوسية عن كثب، بينما لا تحاكي أنواع الإلكتروم العملات الأخرى. أخيرًا، من المجموعة الرابعة فصاعدًا (310 قبل الميلاد)، كانت قوالب الإلكتروم متحاذية بانتظام (أي أن الجزء العلوي من القالب الأمامي والجزء العلوي من القالب الخلفي يتطابقان). لا تزال رباعيات الدراخما الفضية تحتوي على قوالب فضفاضة (أي أن اتجاه القالبين بالنسبة لبعضهما البعض عشوائي). يُظهر هذا أن معدنين كانا يُصنعان بتقنيات مختلفة، مما يُشير إلى أنهما كانا يُصنعان في ورش عمل منفصلة. تشير جميع هذه العوامل إلى أن الإلكتروم كان يُصنع في دار سك مختلفة عن دار سك الفضة. عادةً ما يُربط الإلكتروم بقرطاج نفسها.
موقع سكّ عملات SNG Cop. 94-98 غير مؤكد. جادلت سوزان فراي-كوبر ‏ بأن دار السك كانت في صقلية، حيث عُثر على الغالبية العظمى من هذه العملات في صقلية، ولا توجد أي قطعة برونزية بونيقية أخرى يُمكن أن تكون قد سُكّت في صقلية في هذه الفترة الزمنية. جادل باولو فيسونا بأنها سُكّت في قرطاج، لأن أصغر فئة (SNG Cop. 98)، والتي من المرجح أن تكون أقل عرضة للانتقال بعيدًا عن دار السك، لم تُعثر عليها إلا في قرطاج نفسها.

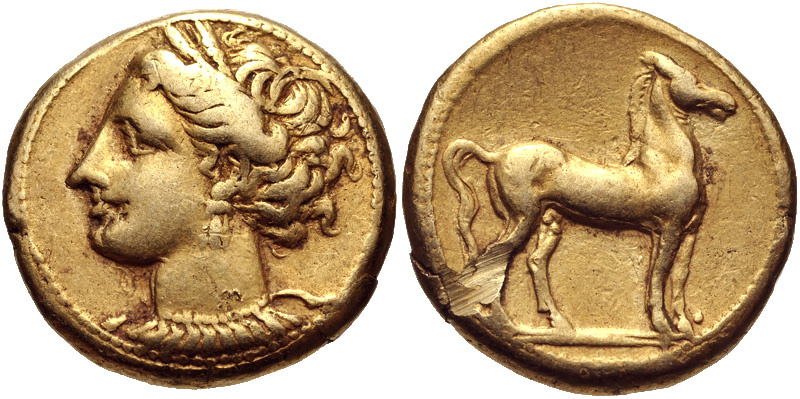
جينكينز لويس، المجموعة الثالثة (حوالي 350-320 قبل الميلاد): شيكل الإلكتروم. الوجه: رأس أنثى مُكلل. الوجه الآخر: حصان واقف.

### الأيقونات
إن هوية رأس الأنثى الظاهرة على وجه الإصدارات الذهبية والفضية غير مؤكدة. الرأس هو تقليد دقيق لقوالب الوجه من دار سك العملة في سيراكيوز والتي تصور الإلهتين كور وأريثوزا. جادل بعض العلماء بأن هذا كان مجرد تقليد لتصميم موثوق به ولم يكن المقصود هوية محددة للشخصية. جادل علماء آخرون بأنه يجب تفسيره على أنه تصوير للإلهة كور. ويدعم ذلك حقيقة أن ديميتر وكوري كانتا تُعبدان في قرطاج، حيث كان لهما معبد منذ عام 396 قبل الميلاد. علاوة على ذلك، فإن التغيير المهم الوحيد الذي أجري على الصورة هو إضافة إكليل مصنوع من حزم القمح، والذي ربما كان المقصود منه توضيح أن الصورة تصور كور، كإلهة الحبوب والحصاد. زعم دونالد هاردن أن الرأس يجب أن يُفسر على أنه إلهة قرطاج تانيت، "في هيئة بيرسيفوني الصقلية [أي كوري]"، وهو موقف يدعمه العديد من العلماء الآخرين يقترح كينيث جينكينز أن هذا قد يكون مرتبطًا بتفسير الحصان الموجود على الوجه الآخر كرمز لبعل هامون، حيث كان أحد ألقاب تانيت الرئيسية في قرطاج هو بيني بعل (وجه بعل)، لكنه يقر بأن الدليل على أن القرطاجيين حددوا تانيت مع كوري "ناقص".
يفسر جينكينز القرص المشع الذي يرافق الحصان على ظهر أحد إصدارات الفضة (ضمن المجموعة الفرعية ب)، على أنه يدعم تحديد الحصان مع بعل هامون.

### سعر الصرف
كان من المفترض أن تعمل العملات الذهبية والفضية معًا كنظام واحد، إلا أن معدل التبادل بينهما غير معروف على وجه اليقين. اقترح جينكينز ولويس أنه في زمن المجموعة الثانية، كانت نسبة الفضة إلى الذهب 15:1، وفي هذه الحالة كان الشيكل الذهبي الواحد في تلك الفترة يعادل 25 دراخما فضية في تلك الفترة. ونظرًا لأن العملات الفضية كانت تُسك فقط بالتترادراخما (عملات بقيمة أربعة دراخما)، فلم يكن من السهل عمليًا استبدال إحدى العملات الذهبية بما يعادلها من الفضة، إذا كانت هذه النسبة صحيحة.
بالنسبة للمجموعة الثالثة اللاحقة، ازداد وزن الفئة الذهبية الرئيسية من 7.6 جرام إلى 9.4 جرام، ولكن غشوها بالفضة (5٪). يقترح جينكينز ولويس أن نسبة الفضة إلى الإلكتروم كانت 11.25: 1، ثم انخفضت لاحقًا إلى 11: 1. وبالتالي، فإن شيكل الإلكتروم الواحد كان سيبلغ في البداية 25 دراخمًا ثم 24 دراخمًا. بناءً على هذه الحجة، تنتمي الفئات الأصغر للمجموعة الثالثة إلى مرحلتين مختلفتين. تنتمي الوحدتان الخامسة والعاشرة إلى الفترة السابقة وكانتا تساويان 5 و2.5 دراخما فضية على التوالي، بينما ينتمي النصف والربع إلى الفترة اللاحقة وكانتا تساويان 12 و6 دراخما فضية على التوالي.

## أواخر القرن الرابع (320-305 قبل الميلاد)
تستمر السلسلة التالية من العملات الفضية، السلسلة الثالثة، مباشرة من السلسلة السابقة (الإصدار الأخير من السلسلة II يشترك في القالب مع العدد الأول من السلسلة ٣). كانت تتألف من أربع مجموعات فرعية (م)، سُكّت بكميات كبيرة باستمرار. يحمل الوجه رأس امرأة مُصمم على غرار صور أريثوزا على عملات سيراكوزا، بينما يحمل الوجه الآخر رأس حصان مع كف على اليمين. في المجموعة الفرعية أ، يُقرأ الرمز الموجود على الوجه الخلفي "م". MHNT (𐤏𐤌𐤌𐤇𐤍𐤕، "أهل المعسكر"). في المجموعات الفرعية اللاحقة، يُختصر إلى MM (𐤌𐤌، III.B)، ʿ(𐤏، III.C)، M (𐤌، III.D). إصدار فضي آخر، سلسلة IV، سكت أحيانًا، بكميات صغيرة، في وقت واحد مع السلسلة ٣. تتميز برمزية جديدة كليًا. يظهر الوجه رأسًا، ربما لامرأة، ترتدي قبعة فريجية، بينما يصور الوجه الآخر أسدًا يركض أمام نخلة.
إصدار جديد من مجلة إليكتروم، جينكينز لويس، المجموعة ربما بدأ سك العملة الرابعة في عام 310 قبل الميلاد، وكانت تحتوي على أربع مجموعات فرعية (بعد الميلاد). عادت إلى الشيكل العادي البالغ 7.2 غرام، مع فئتين أصغر (الخامس والعاشر)، لكن محتواها من الذهب كان أقل بكثير من المجموعة السابقة (72% ذهب، 28% فضة). المجموعة يستمر الرابع في تصوير رأس أنثى على الوجه وحصان واقف على الوجه الآخر، تمامًا كما هو الحال في المجموعة ثالثا.
الإصدار البرونزي، SNG Cop. بدأت العملات المعدنية من فئة 102 إلى 105 في الفترة ما بين 330 و310 قبل الميلاد. تحمل العملة نخلة على وجهها ورأس حصان على ظهرها.

### التواريخ ومواقع سك النقود
استمرارية الإصدارات السابقة تعني أن دار سك عملات الإلكتروم والفضة كانت على الأرجح في نفس موقعها كما في الفترة السابقة. تدعم الأسطورة الموجودة على العملة الفضية فكرة أنها سُكّت في دار سك عسكرية متنقلة.
يستنتج بداية السلسلة الثالثة من الفضة من تاريخ انتهاء السلسلة الجزء الثاني في عشرينيات القرن الثالث قبل الميلاد. ويُفترض أن السلسلة الجديدة بدأت لتمويل التدخلات في شرق صقلية مع بداية حكم أغاثقلس في سرقوسة عام 317 قبل الميلاد. انتهت السلسلة الثالثة بحلول الوقت الذي أودع فيه كنز باتشينو عام 1957 (IGCH 2151) في تسعينيات القرن الثالث قبل الميلاد. يرجع تاريخ عملة السلسلة الرابعة إلى ظهورها في نفس الكنز، بالإضافة إلى ارتباطاتها الأسلوبية بالسلسلة II. D والسلسلة III. A حوالي عام 320 قبل الميلاد.
العملة البرونزية، SNG Cop. 102-105 تتضمن العملات المعدنية التي ضربت على SNG Cop. 94-98، مما يشير إلى أنه تبع تلك القضية. مثل SNG Cop. 94-98، يأتي مع نوعين مميزين من الفلان: فلان دائري منتفخ (SNG Cop. 103-105) وطبقة مسطحة مصبوبة ذات حواف مشطوفة (SNG Cop. يُظهر تحليل المعادن أن نفس السبائك تُستخدم لكلا النوعين من الفلان. وهذا دليل قوي على أن SNG Cop. سكت العملة المعدنية 102-105 في نفس دار سك العملة المعدنية مثل SNG Cop. 94-98. شرطي SNG. حيث ضربت العملة البرونزية التي تعود إلى هيسيتاس (289-287 قبل الميلاد) في سيراكيوز بواسطة العملة البرونزية، مما يشير إلى أن SNG Cop. ظلت الأوراق النقدية من 102 إلى 105 متداولة حتى عام 290 قبل الميلاد.

### الأيقونات
تحمل معظم العملات المعدنية نفس الأيقونات الموجودة في الإصدار السابق. تكمن المشكلة الأيقونية الرئيسية الخاصة بهذه الفترة في تحديد هوية الرأس على وجه العملة الفضية من السلسلة الرابعة. أحد الاقتراحات هو أنه يصور ديدو، المؤسسة شبه الأسطورية لقرطاج. وهذا يتناسب مع نمط شائع على العملات اليونانية في صقلية وجنوب إيطاليا، والتي غالبًا ما تصور مؤسس المجتمع. اقتراح آخر هو أن الشكل هو تجسيد لليبيا - وهي نظرية رفضها جينكينز لأنها "لا تتوافق مع القومية القرطاجية". وجد جينكينز نفسه أوجه تشابه وثيقة في تماثيل أرتميس المصنوعة من الطين، والتي تُظهر أرتميس بجانب أسد أو نخلة. ويقترح أن الأدلة التسمياتية تُظهر أن أرتميس كانت مرتبطة بتانيت، وبالتالي فإن السلسلة الرابعة هي التي تصور الإلهة تانيت.

## أوائل القرن الثالث (305/300-264 قبل الميلاد)

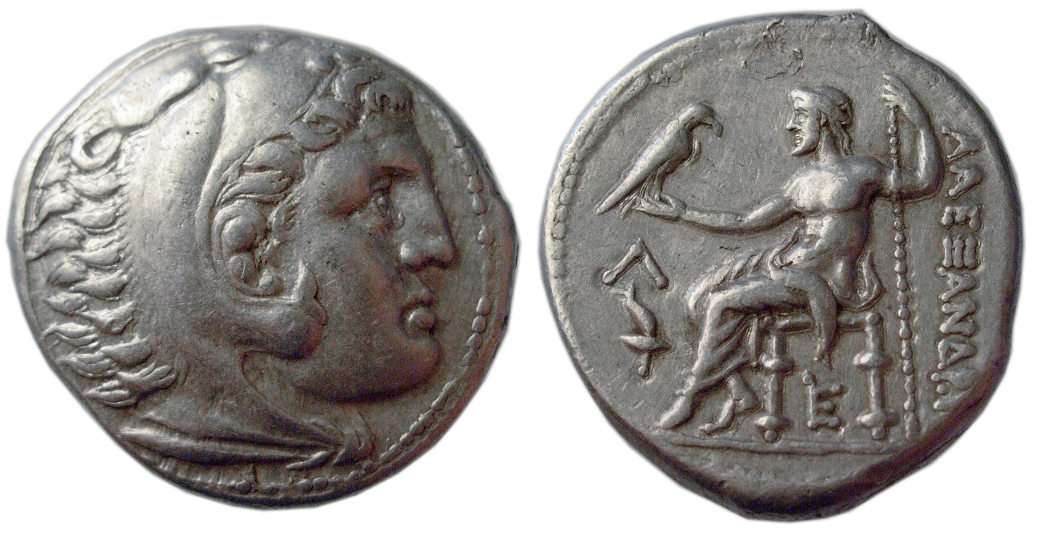
عملة فضية رباعية الدراخما للإسكندر الأكبر ، سُكّت في أمفيبوليس. رسم هرقل على وجهها هو نموذج لعملات قرطاج الفضية الرباعية من السلسلة الخامسة.

السلسلة الخامسة هي مجموعة من العملات الفضية الرباعية الدراخما، سُكّت من حوالي 305 إلى حوالي 295 قبل الميلاد. يُحاكي وجه العملة عملة الإسكندر الأكبر الفضية، حيث يُصوّر رأس هرقل مرتديًا جلد أسد، بينما يُظهر الوجه الآخر رأس حصان مع نخلة على يمينه، وغالبًا ما يكون مصحوبًا برمز كعلامة تحكم. هناك مجموعتان فرعيتان (5.A-5.B). تحمل هاتان المجموعتان أساطير مختلفة: 5.A مكتوب عليها ʿM MHNT (𐤏𐤌𐤌𐤇𐤍𐤕، أي "أهل المخيم")، بينما 5.B مكتوب عليها دائمًا تقريبًا MHSBM (𐤌𐤇𐤔𐤁𐤌، أي "الموظفون" أو "المراقبون الماليون"). تختلف الفلانات أيضًا، حيث أن فلانات 5.B أكثر "إحكامًا" من 5.A. يُحاكي تصميم وجه العملة 5.A صورة هرقل على عملات الإسكندر التي سُكبت في طرسوس والإسكندرية وصيدا، بينما يُشبه تصميم 5.B عملات الإسكندر التي سُكبت في أمفيبوليس. رأس الحصان على ظهر العملة 5.A أكثر انحناءً وامتدادًا من رأس 5.B. وتنقسم هذه المجموعات الفرعية إلى مجموعات فرعية أصغر (5.Ai-iv و5.Bi-ii).
أُنتجت إصدارات الإلكتروم من جينكينز-لويس، المجموعة الخامسة إلى السادسة، خلال هذه الفترة. لا تختلف أيقوناتها عن المجموعة الرابعة إلا في بعض التفاصيل، ويبقى وزنها كما هو (7.2). ز)، لكن محتوى الذهب ينخفض بشكل متكرر. المجموعة الخامسة تحمل نقشًا ملتفًا على ظهرها كعلامة تحكم بدلًا من سنبلة، ومحتوى الذهب (55-60) % ذهب، 40-45 % فضة). هناك ست مجموعات فرعية (AF)، تتميز بأنماط النقاط على الوجه الخلفي وعدم وجود فئات أصغر. في المجموعة السادسة، التي إنتجت في سبعينيات القرن 270 قبل الميلاد، كان رأس الأنثى على الوجه الأمامي أكبر ولم يعد الزخرفة الملتفة موجودة. ينخفض محتوى الذهب إلى 43-47 %. هناك ثماني فئات فرعية (AH)، تتميز بعدد متزايد من النقاط على ظهرها. هناك فئة أصغر، نصف شيكل.
إصدار برونزي من عملة SNG Cop. 109-119، برأس أنثوي متوج على الوجه وحصان يقف أمام نخلة على الوجه الآخر (أي مشابه لعملة السلسلة الثانية الفضية السابقة)، صدر في غرب صقلية بكميات كبيرة جدًا من حوالي 305 قبل الميلاد حتى حوالي 280 قبل الميلاد. ومثل الإصدارات البرونزية من الفترة السابقة، يوجد نوعان من الفلان - فلان كروي أقل جودة، وهو أندر، وفلان مصبوب أكثر شيوعًا. يبدو أن إصدار برونزي مماثل، SNG Cop. 220-223، بنفس الأيقونات، ولكن يبدو أن ألفًا (𐤀) أو عصا هرمس على الوجه الآخر قد إنتج في سردينيا بين عامي 280 و260 قبل الميلاد.
يبدو أن هذه الإصدارات البرونزية قد تبعتها في تسعينيات القرن الرابع قبل الميلاد مجموعة جديدة من الإصدارات البرونزية، وهي SNG Cop. 144-153 و SNG Cop. 154-178. يبدو هذان النوعان متشابهين للغاية، حيث يحملان رأس امرأة على الوجه ورأس حصان على الوجه الآخر (أي مشابهًا لعملة السلسلة الثالثة الفضية). تتميز عملة SNG Cop. 144-153 بغطاء دائري متوسط وزنه 4.75 غرام، الشكل الأنثوي له رقبة محدبة، والمظهر العام مشابه لمجموعة إلكتروم الخامسة. SNG Cop. 154-178 لديه فلان مسطح مصبوب بوزن متوسط أقل قليلاً (4.5 غرام) الشكل الأنثوي له رقبة مقعرة ومجموعة واسعة من علامات السك.
إنتجت عملة SNG Cop. 192-201، التي تحمل رأسًا أنثويًا متوجًا على الوجه ورأس حصان مع شجرة نخيل على الوجه الآخر، أيضًا في سردينيا في الفترة التي سبقت الحرب البونيقية الأولى.

### التواريخ ومواقع سك النقود
تظهر السلسلة الخامسة بانتظام جنبًا إلى جنب مع المجموعة الثانية من التترادراخما لأغاثوكليس من سيراكيوز، والتي صدرت بين حوالي 305 وحوالي 295 قبل الميلاد، في كنوز، مما يشير إلى أن الاثنين كانا متزامنين. يبدو أن المجموعتين الفرعيتين، 5.A و5.B قد جرى سكهما في وقت واحد، حيث تظهران معًا في كنوز بكميات وحالات تآكل مماثلة. تشير الأساطير المختلفة والسمات الأسلوبية المختلفة وعدم وجود روابط القالب بين المجموعتين الفرعيتين إلى أنه جرى إنتاجهما بواسطة دار سك مختلفة. من المحتمل أن تستمر 5.A في دار السك العسكرية المتنقلة في الفترة السابقة. كما إثبت دور MHSBM ('المراقبين الماليين') لـ 5.B في المالية في نقش من قرطاج وفي ليفيوس كموظفين. يقترح جينكينز أن وجودهم على العملات المعدنية، إلى جانب النهاية النهائية للعملات المعدنية الصقلية البونيقية في هذه الفترة يشير إلى "سيطرة أقرب وأكثر مباشرة على الأراضي الصقلية من قبل الدولة القرطاجية".
كما في الفترة السابقة، يبدو أن إصدارات الإلكتروم قد أُنتجت في قرطاج نفسها. يظهر نموذجٌ متهالكٌ لإحدى أحدث المجموعات الفرعية للمجموعة السادسة (VI.G) في كنز كارلنتيني (IGCH 2206) الذي يعود تاريخه إلى حوالي عام 260 قبل الميلاد، مما يشير إلى أن المجموعة ككل أُنتجت في سبعينيات وأوائل ستينيات القرن الثالث قبل الميلاد.
سكت العملة المعدنية SNG Cop. 109-119 في غرب صقلية، حيث أن معظم الاكتشافات منها تأتي من تلك المنطقة. إن تحليل محتوى المعدن مشابه جدًا للعملات المعدنية SNG Cop. 102-105 من الفترة السابقة، والتي سكت أيضًا في صقلية. كما أن شكل الفلان مشابه جدًا أيضًا. تُظهر الاكتشافات في قبور ليليبايوم أن العملات المعدنية بدأت في السك قبل عام 300 قبل الميلاد، ويُظهر وجودها في مونتانا دي كافالي في طبقة الدمار ‏ حوالي عام 260 قبل الميلاد أنها ظلت متداولة في بداية الحرب البونيقية الأولى. يتضح ارتباط العملة المعدنية SNG Cop. 220-223 والعملة المعدنية SNG Cop. 192-201 بسردينيا من خلال أنماط الاكتشافات المختلفة الخاصة بهما (الأخيرة أكثر شيوعًا في سردينيا؛ في صقلية، كلاهما يقتصر على المواقع الساحلية)، وعلامات السك المشتركة ومحتوى المعدن.

### الأيقونات
ربما فُسِّرت صورة هرقل على وجه السلسلة الخامسة على أنها معادله القياسي في الديانة الفينيقية: ملقرت، الإله الرئيسي لمدينة صور، المدينة الأم لقرطاج. يجادل جينكينز بأن اعتماد هذا الزخرف كان مدفوعًا ببساطة بالوجود الواسع لعملات الإسكندر في هذه الفترة، ولكنه يشير إلى أن التغيير ربما كان أيضًا ادعاءً بالتفوق القرطاجي في العالم الفينيقي، بعد تدمير صور عام 332 قبل الميلاد. التفسيرات المحتملة لرأس الحصان وشجرة النخيل على الوجه الآخر هي نفسها كما في الفترات السابقة.

## الحرب البونيقية الأولى (264-241 قبل الميلاد)

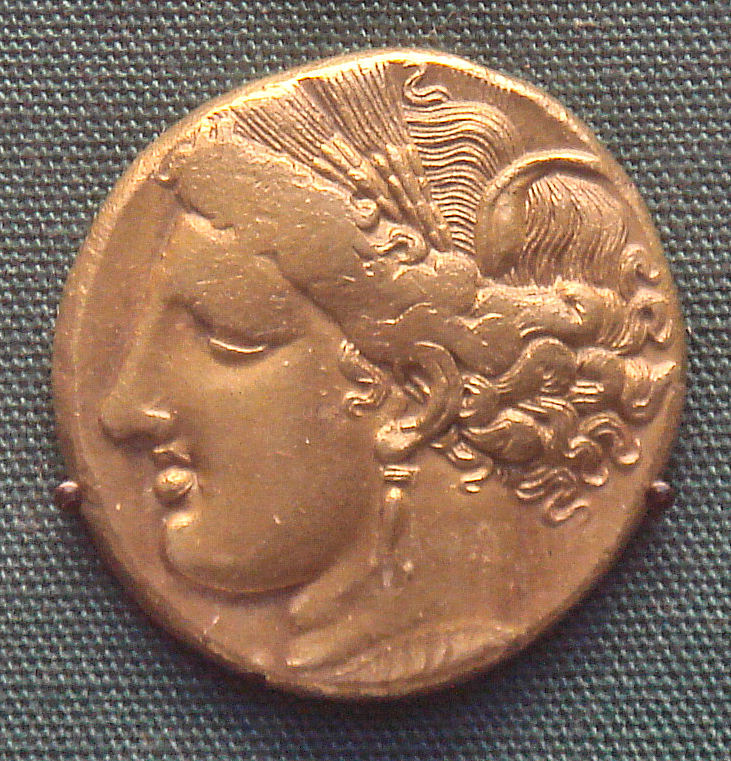
عملة إليكتروم عليها رأس أنثوي متوج.

### إصدارات شمال أفريقيا
سكّ القرطاجيون مجموعةً واسعةً من العملات المعدنية بمعادن مختلفة خلال الحرب البونيقية الأولى. أُنتجت عملة الإلكتروم من مجموعة جينكينز-لويس السابعة حوالي عام 270 قبل الميلاد، وكان وزنها مساويًا لوزن عملة الإلكتروم السابقة (7.2غرام)، محتوى الذهب (45%) والصور كمجموعة سادسة، ولكن بأسلوب "أكثر رسمية". لا توجد مجموعات فرعية ولا فئات أصغر.
جينكينز لويس، المجموعة التاسعة هي إصدار من الذهب الخالص في فئتين، إحداهما تزن 12.5 جرام والآخر يزن 25 غرام. يبدو أن هذه العملات تعادل 20 و40 شيكلًا فضيًا على التوالي، بنسبة ذهب إلى فضة 13⅓:1. تُظهر الصورة الرمزية رأسًا لأنثى على الوجه وحصانًا ينظر إلى الخلف من فوق كتفه. تُظهر أدلة الكنز وحقيقة أن القوالب مصطفة أن المجموعة التاسعة صُنعت في قرطاج. تحتوي العملات المعدنية على علامات تركتها بقع من الصدأ على القوالب، مما يشير إلى أنها صُنعت من الحديد، كجزء من إصدار عملة طارئ - ربما غزو ريجولوس عام 256 قبل الميلاد.

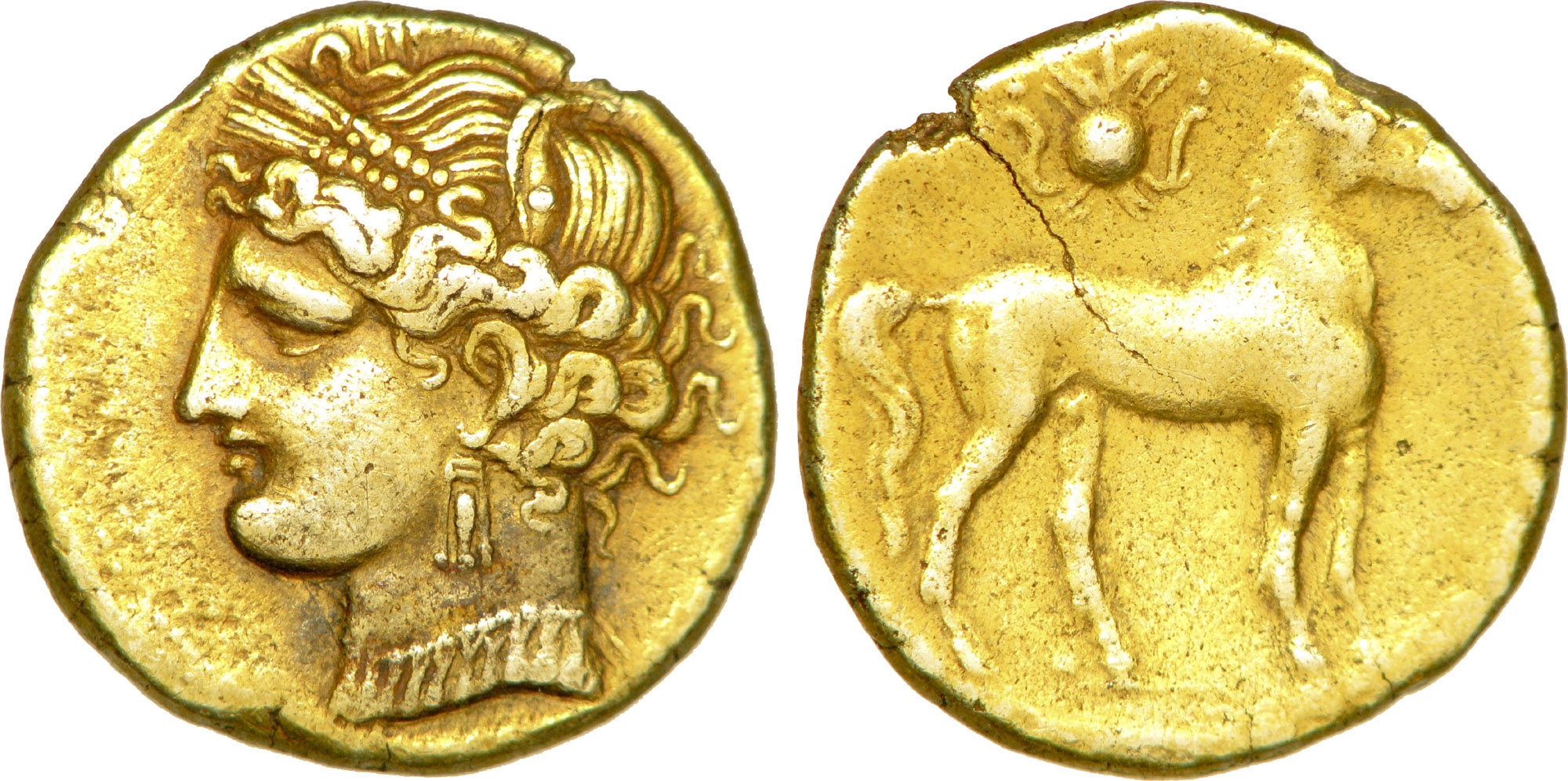
مجموعة جينكينز-لويس XB (حوالي ٢٤٠ قبل الميلاد): الوجه: رأس أنثى. الوجه: حصان مع قرص الشمس.

جينكينز-لويس، المجموعة العاشرة هي إصدار إلكتروم ضخم جدًا، حل محل المجموعة التاسعة في قرطاج بتاريخ غير محدد، واستمر خلال بقية الحرب البونيقية الأولى. يُصوّر الوجه رأس امرأة مُكللة بالورود كما في الإصدارات السابقة، بينما يُصوّر الوجه الآخر حصانًا واقفًا ينظر إلى الأمام، وقرص شمس ‏ يحيط به صليان يحومان فوق ظهره. هناك مجموعتان فرعيتان. المجموعة XA، وهي الأقدم، تزن ما بين 10.8 و11. جرام ويحتوي على نسبة من الذهب تصل إلى حوالي 45-49 %. يحتوي على سبع مجموعات فرعية أخرى. المجموعة XB أخف وزنًا (10.5-10.7غرام) ومحتوى ذهب أقل (34-36 %). يتضح موقع وتاريخ سك العملة من خلال حقيقة أن عملات المجموعة X غالبًا ما تسك فوق العملات المعدنية التي أنتجها المتمردون خلال حرب المرتزقة (241-237 قبل الميلاد). تأتي المجموعة X مصحوبة بعملة فضية بنفس الأيقونات، سكت بالبيلون (فضة ممزوجة بكثافة بالرصاص).

### إصدارات صقلية

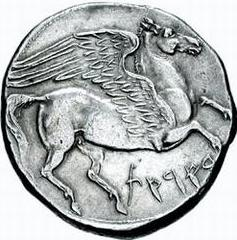
السلسلة السادسة، عملة فضية من فئة خمسة شواقل.
الوجه: رأس أنثى مُكلل (غير مُصوَّر). الوجه الآخر: بيغاسوس يطير يمينًا، والنقش يقول 𐤁𐤀𐤓𐤑𐤕 (برست، "في الأرض")

في صقلية، سكّ القرطاجيون عملات جنكينز-لويس، وإلكتروم المجموعة الثامنة، وفضة السلسلة السادسة. تألفت المجموعة الثامنة من فئة واحدة بقيمة 21.6 غرام - شيكل ثلاثي - يحتوي على نسبة من الذهب تبلغ 30%. من المحتمل أن تنقسم سلسلة الفضة السادسة إلى ثلاث فئات: عملة من فئة ستة شيكل أو دوديكادراشم (45 غرام)، مع رأس أنثى على الوجه وحصان راقص على الوجه الآخر؛ عملة من فئة ثلاثة شواقل أو سداسي عشر شيكل (21 غرام)، مع رأس أنثوي مماثل على الوجه ورأس حصان على الوجه الآخر؛ وعملة معدنية بقيمة خمسة شواقل أو ديكادراتشم (36 ز)، مع رأس أنثى على الوجه وبيغاسوس يطير مباشرة على الظهر. تحمل كل من المجموعة الثامنة وعملات الخمسة شيكل من السلسلة السادسة أسطورة على الوجه الخلفي والتي تقرأ، B'RṢT (𐤁𐤀𐤓𐤑𐤕). فسر العلماء الأقدم هذا على أنه شكل اللغة البونيقية لبيرسا، قلعة قرطاج، لكن آنا ماريا بيسي ‏ جادلت بأن التفسير الأكثر طبيعية كان "في الأرض". تُظهر النقوش القرطاجية أن ' RṢT ("الأرض") كان المصطلح القياسي للمناطق الإدارية القرطاجية (المعروفة في المصادر اللاتينية باسم باجي). يجادل جينكينز بأنها أشارت إلى "أرض" صقلية. يعتمد توطين هذه الإصدارات في صقلية على حقيقة أنها توجد فقط في كنوز من صقلية وحقيقة أن قوالبها غير محاذية.

### إصدارات سردينيا
تشير أدلة الكنز إلى أن معظم العملات البرونزية الصادرة خلال الحرب البونيقية الأولى سُكّت في سردينيا، ربما لأنها كانت أكثر أمانًا. في خمسينيات القرن الثالث قبل الميلاد، كانت العملة البرونزية الرئيسية هي SNG Cop. 202-215، ووزنها حوالي 7.5 أونصة، مع رأس أنثوي متوج على الوجه وحصان واقف مع أو بدون شجرة نخيل على الوجه الآخر. تسك الإصدارات البرونزية اللاحقة بوزن أعلى، ربما استجابة لانخفاض قيمة العملات الفضية. كان ضم الرومان لسردينيا في عام 238 قبل الميلاد بمثابة نهاية سك النقود القرطاجية هناك.

## فترة ما بين الحربين العالميتين (241-218 قبل الميلاد)
بين الحربين البونيقيتين الأولى والثانية، أصدرت قرطاج عملات منفصلة في شمال أفريقيا وفي منطقة إسبانيا التي سيطر عليها البارسيديون. وجرى تداول العملات المنتجة في هاتين المنطقتين بشكل منفصل؛ أي أن العملات المسكوكة في إسبانيا لا توجد في شمال أفريقيا، والعملات المسكوكة في شمال أفريقيا لا توجد في إسبانيا.

### شمال أفريقيا

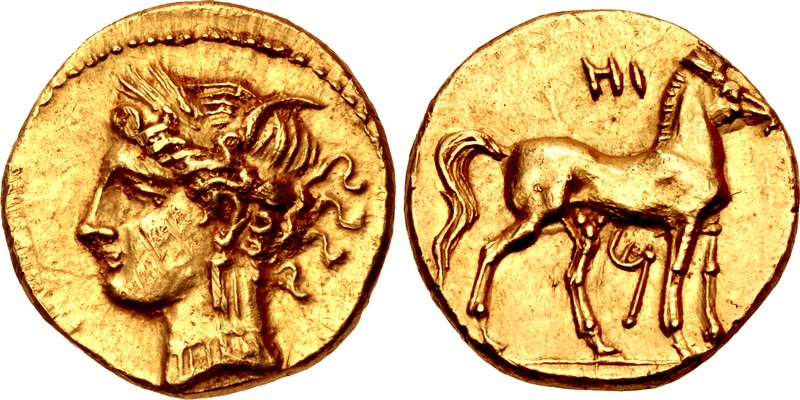
جينكينز لويس، المجموعة الحادية عشرة (حوالي 240 قبل الميلاد): شيكل ذهبي الوجه: رأس أنثى مُكلل. الوجه الآخر: حصان واقف، الجزء الثالث.

عملة ذهبية قصيرة العمر، جينكينز-لويس، المجموعة الحادية عشرة، مصنوعة من ذهب خالص تقريبًا، تحمل وجهًا لرأس امرأة وحصانًا على ظهرها. ربما يشير الرمز III إلى أنها كانت تساوي ثلاثة شواقل مزدوجة من الفضة، مما يُعطي نسبة ذهب إلى فضة معقولة 12:1. تشير جودة الصور إلى أنها صُنعت على عجل. تظهر في كنوز مع عملات أنتجها خصوم قرطاج في حرب المرتزقة (242-238/7 قبل الميلاد)، مما يشير إلى أنها صُنعت خلال تلك الحرب أو في الفترة التي سبقتها.
أغلب العملات المعدنية المنتجة في شمال إفريقيا في هذه الفترة هي من البرونز. في عام 230 قبل الميلاد، كانت هناك مجموعة من البرونز الثقيل، SNG Cop. 253-254، مع رأس أنثى على الوجه وحصان يقف أمام نخلة على الوجه الآخر، والتي تزن 15غرام. حوالي عام 230 قبل الميلاد، قدم نظام أكثر تعقيدًا من العملات البرونزية والبليونية، بثلاث فئات: SNG Cop. 261 (24غرام)، شرطي SNG. 260 (12غرام)، SNG Cop. 255-259 (6غرام).
جنكينز لويس، المجموعة الثالثة عشرة هي عملة ربع شيكل إلكتروم (1.7غرام)، بنسبة ذهب منخفضة جدًا (14٪). الوجه الأمامي رأس امرأة، والوجه الخلفي حصان واقف ينظر إلى الخلف من فوق كتفه (أي مشابه للمجموعة التاسعة من الحرب البونيقية الأولى). يُحدد جينكينز ولويس تاريخها في ثلاثينيات القرن الثاني قبل الميلاد، ولكن لا يوجد دليل قوي.
ربع شيكل من الذهب الخالص (1.7غرام)، جنكينز-لويس، المجموعة الرابعة عشرة، برأس امرأة على الوجه وحصان واقف على الظهر، سُكّت مع عملة معدنية من فئة مليار تحمل نفس الأيقونات في الفترة التي سبقت اندلاع الحرب البونيقية الثانية مباشرةً. ويستند تاريخها ونسبها إلى شمال أفريقيا إلى وجودها في كنز الجم (IGCH 2300).

### بارسيد إسبانيا
أصدر البارسيديون في إسبانيا عملات ذهبية وفضية. تحمل رأس ملقرت، مع هراوته ولكن بدون جلد أسد على الوجه، وحصان وشجرة نخيل على الوجه الآخر.
إنتجت خامات الذهب، جنكينز لويس، المجموعة الثانية عشرة، بوزن 7.50 g في نوعين منفصلين. الأول، المجموعة XII. A، عليها رأس نايكه على الوجه وحصان راقص على الظهر، بينما المجموعة XII. B، عليها رأس رجل على الوجه (ربما زعيم البارسيديين، صدربعل العادل) ومقدمة سفينة على الظهر. جادل إدوارد ستانلي روبنسون بأن XII.A سُكّت في قادس بين عامي 237 و230 قبل الميلاد وأن XII.B سُكّت بعد عام 230 قبل الميلاد في العاصمة الإسبانية البارسيدية حديثة التأسيس، قرطاج الجديدة، لكن جينكينز ولويس يعتبران أن تحديدات دار السك وتواريخها غير مؤكدة.
يقترح جينكينز ولويس سعر صرف بين الذهب والفضة بنسبة 1:12، وفي هذه الحالة فإن ستاتر الذهب الواحد سيكون بقيمة 24 دراخما فضية. ويجادل ل. فيلارونجا بنسبة ذهب إلى فضة تبلغ 1:11⅓، حيث سيكون ستاتر الذهب الواحد بقيمة اثني عشر شيكلًا فضيًا.

## الحرب البونيقية الثانية (218-201 قبل الميلاد)

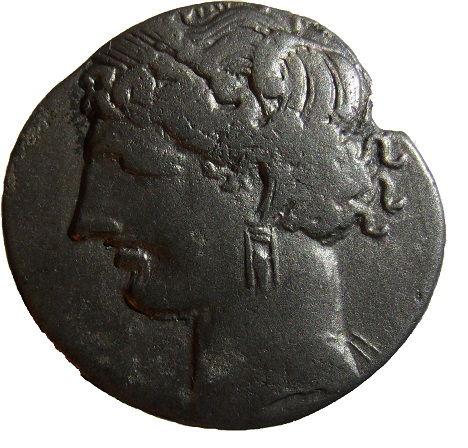
ق. 210 عملة قرطاجية ثلاثية الدراخما تحمل صورة رأس تانيت المتوج.

خلال الحرب البونيقية الثانية، سكّ القرطاجيون عملاتٍ من الإلكتروم والفضة والبرونز والبليون في ميادين قتالٍ مختلفة. في شمال أفريقيا، سُكّت العملات طوال فترة الحرب. وظلّت العملات تُسكّ في إسبانيا حتى نهبها الرومان عام 205 قبل الميلاد. كما سُكّت عملاتٌ خاصة للقوات القرطاجية في جنوب إيطاليا بقيادة حنبعل من عام 215 إلى عام 210 قبل الميلاد، وللحملة القرطاجية على صقلية من عام 213 إلى عام 210 قبل الميلاد.

### إسبانيا البارسيدية (218-206 قبل الميلاد)
سمح التوسع الإسباني والنهب الروماني بإصدارات من المعادن الثمينة خلال الحرب البونيقية الثانية، بما في ذلك إصداران فضيان كبيران للاستخدام في صقلية. تميزت مجموعة واحدة من نصف الشيكل برأس ذكر متوج على الوجه وظهر فيل؛ تميزت مجموعة أخرى برأس ذكر مع إكليل من الحبوب على الوجه وظهر حصان يركض.
وانخفض الشيكل أيضًا في مناطق برشيد من 7.2 إلى حوالي 7.0. على مدار الحرب. وبالمثل، تراوحت العملات البرونزية في الوزن بين 8 و10 بسبب اختلاف أسعار الصرف بينها وبين العملة الفضية.

### صقلية (213-210 قبل الميلاد)
انضمت سيراكيوز بقيادة هيرونيموس، الحليف الروماني في البداية، إلى الجانب القرطاجي في الحرب عام 216 قبل الميلاد. وسرعان ما أثبتت القوات الرومانية تفوقها على السيراقوسيين، فأرسل القرطاجيون قوة استطلاعية بقيادة هيميلكو لتعزيزهم عام 213 قبل الميلاد، حيث ظلت نشطة حتى عام 210 قبل الميلاد.
الإصدار السابق من العملات الفضية، SNG Cop. 378-380، سك في صقلية، ربما في أجريجينتوم، المقر القرطاجي في صقلية. يتكون من ثلاث فئات: نصف شيكل وربع وثمن. يحمل وجه هذا الإصدار رأس رجل بلا لحية يرتدي إكليلًا من الذرة، والذي قد يكون تريبتوليموس. يحتوي الوجه الخلفي على حصان يركض، مع الحرف البونيقي heth (ḥ, 𐤇) على نصف الشيكل وheth taw (ḥt, 𐤇𐤕) على ربع الشيكل. تظهر نفس الأسطورة على بعض عملات أجريجينتوم خلال هذه الفترة، مما يشير إلى أن هذا الإصدار سك أيضًا في أجريجينتوم. هذه العملات المعدنية سكت بشكل زائد على عملات فيكتوريا ‏ الرومانية، والتي بدأ سكها في عام 211 قبل الميلاد.
كان هذا الإصدار مصحوبًا بعملة برونزية، تحمل وجهًا لرأس امرأة محجبة ترتدي إكليلًا من الذرة (ديميتر) وظهرًا لحصان يركض، مصحوبًا بالحرف البونيقي هث (ḥ، 𐤇) ورمزًا. يدعم التاريخ الصلة الأيقونية بالإصدار الفضي، بالإضافة إلى أمثلة مشطوبة على العملات الرومانية الصادرة بعد عام 211 قبل الميلاد. يجادل أندرو بورنيت ‏ بأن الصلة الأيقونية بالإصدار الفضي تشير إلى أنه سُك في أجريجينتوم. يقترح باولو فيسونا عملة مورجانتينا كبديل.
إصدار آخر من العملات الفضية، SNG Cop. 382-383، تداخل مع الإصدار السابق، ولكن ربما استمر سكه بعد ذلك بقليل. يحمل الوجه رأس رجل يرتدي إكليلًا (ربما ميلقارت)، والوجه الآخر فيلًا، مصحوبًا بحرف الألف البونيقي (𐤀). يتكون من ثلاث فئات: شيكل، ونصف، وربع. في السابق، ارتبط هذا الإصدار بإسبانيا، ولكنه لا يوجد إلا في كنوز صقلية، مما يشير إلى أنه سُك هناك. غالبًا ما تُضرب هذه العملات فوق أقدم الديناري الروماني (الذي أُنتج حوالي عام 211 قبل الميلاد).
هذه العملات شائعة نسبيًا في مجموعات المتاحف، نظرًا لظروف الحرب البونيقية الثانية المضطربة التي أدت إلى إيداعها بكثرة في الكنوز. ومع ذلك، يبدو أن الكمية الفعلية المسكوكة منخفضة نسبيًا - تعادل إصدارات سرقوسة وأغريجنتوم وسيكيليوتاي في تلك الفترة، وهي أقل بكثير من الإصدارات التي أنتجها الرومان في صقلية في الوقت نفسه. يقترح بورنيت أنها لم تُسك فقط لتغطية النفقات العسكرية القرطاجية في صقلية، بل إن الإفراط في سك العملات الرومانية بهذه الإصدارات البونيقية كان له أيضًا بُعد رمزي مستمد من "الرغبة في محو العملات الرومانية كرمز للقوة الرومانية".

## الفترة الأخيرة (200-146 قبل الميلاد)
بعد هزيمة القرطاجيين في الحرب البونيقية الثانية، اعتمد القرطاجيون على البرونز فقط في سك عملاتهم. ويبدو أن قرطاج اتبعت نظامًا نقديًا مغلقًا، حيث كان على من يجلبون العملات الذهبية والفضية إلى المدينة أن يسلموها للسلطات المدنية مقابل عملات برونزية محلية. وقد اتبعت مصر البطلمية نظامًا مشابهًا في هذه الفترة. في المصادر النصية، تُصوَّر فترة ما بعد الحرب البونيقية الثانية على أنها فترة انتعاش اقتصادي للقرطاجيين، إلا أن باولو فيسونا يشير إلى أن غياب العملات المعدنية الثمينة "يُلقي بظلال من الشك" على هذه الرواية.
هناك ثلاث فئات برونزية. SNG Cop. 409-413، وزنها حوالي 100غرام، تحمل رأس امرأة على الوجه وحصانًا واقفًا على الوجه الآخر، يعلوه قرص شمسي من الصل (أي نفس تصميم عملة الإلكتروم من المجموعة X). يزن SNG Cop. 399-400 حوالي 20 g وله رأس أنثى على الوجه وحصان يرفع حافرًا واحدًا على الوجه الآخر. SNG Cop. 414 له نفس تصميم 409-413، لكن وزنه 4 فقط. إنه نادر جدًا. كما بدأ إصدار العملات البرونزية في أوتيكا ومن قبل الملوك النوميديين في هذه الفترة.
خلال الحرب البونيقية الثالثة، أصدر القرطاجيون آخر عملاتهم المعدنية من الذهب والفضة والبرونز، تحمل صورة رأس امرأة على وجهها وحصانًا يرفع حافرًا واحدًا، ورصاصة في الحقل. بعض الإصدارات لها حافة مسننة. إصدار الذهب، جنكينز-لويس، المجموعة الثامنة عشرة ، نقي جدًا، ولكنه صدر فقط بفئة صغيرة نسبيًا من 3. غرام (٤/٥ دراخما). الفضة، SNG Cop.401-408، تزن 13.10 جرام (حوالي 2 شيكل). بعد الحرب، ربما صهرت معظم الفضة والذهب، ولكن العملات البرونزية القرطاجية كانت شائعة في إيليريا في أواخر القرن الثاني وأوائل القرن الأول قبل الميلاد، إلى جانب البرونز الصقلي والنوميدي؛ ربما صدرت إلى هناك كخردة.

## تاريخ البحث
كان أول عمل جوهري في علم العملات القرطاجية هو كتاب لودفيج مولر، Numismatique de l'ancienne Afrique، الذي نُشر بين عامي 1860 و1874. ونظرًا لعدم وجود كنوز عملات في ذلك الوقت، فقد استند هذا العمل بشكل شبه كامل على السمات الأسلوبية للعملات، ولكنه أسس إطارًا أساسيًا للمعادن المختلفة وظل العمل المرجعي القياسي حتى منتصف القرن العشرين. ومنذ ستينيات القرن العشرين فصاعدًا، بدأ النشر واسع النطاق للكنوز واكتشافات الحفريات التي تضمنت كنوزًا بونيقية في توضيح التسلسل الزمني وسك العملات القرطاجية. وفي الستينيات والسبعينيات من القرن العشرين، نشر جي كينيث جينكينز وآر بي لويس سلسلة من الدراسات المهمة التي استخدمت البيانات الأثرية الجديدة وتحديد تسلسلات القوالب لإنتاج الفهم الحالي لسلسلة الذهب والفضة والإلكتروم. لا يزال تصنيف العملات البرونزية مستمرًا، بالاعتماد على معلومات إضافية من الحفريات في صقلية وسردينيا، بالإضافة إلى الدراسات المعدنية. وقد أحرزت دراسات باولو فيسونا للعملات البرونزية البونيقية وأنماط تداولها، ونشر سوزان فراي كوبر ‏ عام 2013 للعملات المكتشفة من حفريات مونتي إياتو، تقدمًا ملحوظًا.

### المجموعات
يحتفظ بمجموعة من العملات المعدنية المستردة في متحف سك العملة التونسي (الفرنسية: Musée de la Monnaie en Tunisie) في البنك المركزي بتونس.

### النظريات المضاربة
في عام 2013، اقترح ثيو فينيمان أن البنس الجرماني، penning، بفنغ، وما إلى ذلك قد يكون مشتقًا من استعارة مبكرة من اللغة البونيقية pn (باني أو بيني، "وجه")، كما كان وجه إلهة الخصوبة ‏ القرطاجية تانيت مُمَثَّلاً على جميع العملات القرطاجية تقريبًا. ومع ذلك، لا تزال هذه النظرية محل نزاع. ويُعتبر اكتشاف كنز من العملات القرطاجية ‏ في كورفو عام 1749 أساسًا لافتراض وصول القرطاجيين إلى جزر الأزور، إلا أن هذا أيضًا لا يزال محل خلاف.

## الفهرس
- Acquaro، E. (1971). "Sulla lettura di un tipo monetale punico". Rivista Italiana di Numismatica e Scienze Affini. ج. 19: 25–30.
- Bisi، A. M. (1969–1970). "Le monete con leggenda punica e neopunica del Museo Nazionale di Napoli". Annali dell'Istituto Italiano di Numismatica. 16/17: 55–127.
- Bronson، Bennet (نوفمبر 1976)، "Cash, Cannon, and Cowrie Shells: The Nonmodern Moneys of the World"، Bulletin، Chicago: Field Museum of Natural History، ج. 47، ص. 3–15.
- Burnett، Andrew (1995). "The Coinage of Punic Sicily during the Hannibalic War". في Caccamo Caltabiano، Maria (المحرر). La Sicilia tra l'Egitto e Roma la monetazione siracusana dell'età di Ierone II : atti del seminario di studi, Messina 2-4 dicembre 1993. Messina: Accademia Peloritana. ص. 384–398. ASIN:B00F9IJRMK.
- Crawford، Michael Hewson (1985)، Coinage and Money under the Roman Republic: Italy and the Mediterranean Economy، The Library of Numismatics، Berkeley: University of California Press، ISBN:0-520-05506-3، مؤرشف من الأصل في 2024-01-20.
- Cutroni Tusa، Aldina (1991). "Le ultime emissioni di Cartagine in Sicilia". Atti del II Congresso Internazionale di Studi Fenici e Punici, vol. 1. Rome. ص. 271–79.{{استشهاد بكتاب}}:  صيانة الاستشهاد: مكان بدون ناشر (link)
- Frey-Kupper، Suzanne (2009). "A Stone Mould from Bir Messaouda (Carthage) for Bronze Coins of the Second Punic War. Preliminary Notes". Schweizerische Numismatische Rundschau. ج. 88: 185–91.
- Frey-Kupper، Suzanne (2013). Die antiken Fundmünzen vom Monte Iato: 1971-1990: ein Beitrag zur Geldgeschichte Westsiziliens. Lausanne: Editions du Zebre. ISBN:978-2-940351-16-9.
- Jenkins، G. Kenneth (1971). "Coins of Punic Sicily, Part I". Schweizerische Numismatische Rundschau. ج. 50: 25–.
- Jenkins، G. Kenneth (1974). "Coins of Punic Sicily, Part II". Schweizerische Numismatische Rundschau. ج. 53.
- Jenkins، G. Kenneth (1977). "Coins of Punic Sicily, Part III". Schweizerische Numismatische Rundschau. ج. 56: 5–65.
- Jenkins، G. Kenneth (1978). "Coins of Punic Sicily, Part IV". Schweizerische Numismatische Rundschau. ج. 57: 5–68.
- Jenkins، G. Kenneth؛ Lewis، Richard Baldwin (1963). Carthaginian Gold and Electrum Coins. London: Royal Numismatic Society.
- Robinson، E. S. G. (1963). "Carthaginian gold and electrum coins. (Special Publications No. 2) by G. K. Jenkins, R. B. Lewis". Numismatic Chronicle. ج. 120: 285–292.
- Robinson، E. S. G. (1964). "Carthaginian and Other South Italian Coinages of the Second Punic War". Numismatic Chronicle. ج. 121: 37–63=4.
- Vennemann، Theo (2013a)، "Ne'er-a-Face: A Note on the Etymology of Penny, with an Appendix on the Etymology of Pane"، Germania Semitica، Trends in Linguistics: Studies and Monographs, No. 259، Walter de Gruyter، ص. 467–484، ISBN:978-3-11-030094-9، مؤرشف من الأصل في 2023-05-18.
- Visonà، Paolo (1990). "The Yale Hoard of Punic Bronze Coins from Malta". Rivista di Studi Fenici. ج. 18 ع. 1: 169–92.
- Visonà، Paolo (1998). "Carthaginian Coinage in Perspective". American Journal of Numismatics. ج. 10: 1–27. JSTOR:43580385. مؤرشف من الأصل في 2024-01-17.
- Visonà، Paolo (2006). "Prolegomena to a Corpus of Carthaginian Bronze Coins". Numismatica e Antichita Classiche. ج. 35: 239–51.
- Vennemann، Theo (2013b)، "A Note on the Etymology of Germanic +skellingaz 'Shilling': with an Appendix on Latin Siliqua 'A Small Coin'"، Germania Semitica، Walter de Gruyter، ص. 485–496، ISBN:9783110301090، مؤرشف من الأصل في 2023-05-18.